# Sybra palavanica
Sybra palavanica là một loài bọ cánh cứng trong họ Cerambycidae.